# École nationale des travaux publics de l'État
Cet article possède des paronymes, voir École Hassania des travaux publics, École nationale supérieure des travaux publics de Yamoussoukro et École centrale des travaux publics.
L'École nationale des travaux publics de l'État (ENTPE) est l'une des 204 écoles d'ingénieurs françaises accréditées au 1er septembre 2020 à délivrer un diplôme d'ingénieur.
Placée sous la tutelle du Ministère de la Transition écologique, elle est membre du réseau de l'Université de Lyon. Créée en 1954, elle est située depuis 1975 à Vaulx-en-Velin, dans la banlieue lyonnaise. Elle a pour vocation originelle de former les cadres techniques de l'État dans le domaine des infrastructures et de l'aménagement, c'est-à-dire les Ingénieurs des travaux publics de l'État, mais forme aussi, depuis 1990, des élèves ingénieurs destinés aux entreprises du secteur privé.

## Histoire
Créée par arrêté du 25 novembre 1953 (Journal officiel du 9 janvier 1954) « l'école d'application des ingénieurs des travaux publics de l'État » est située à Paris (boulevard Saint-Germain), dans les locaux de l'école spéciale des travaux publics, les deux écoles sont d'ailleurs dirigées par le même directeur. Elle prend le nom d'école des ingénieurs des travaux publics de l'État par l'arrêté du 30 mai 1969 et son nom actuel d'école nationale des travaux publics de l'État par l'arrêté du 14 septembre 1972.
L'ENTPE a déménagé en 1975 dans la région lyonnaise, à Vaulx-en-Velin, dans un bâtiment construit par l'architecte Jacques Perrin-Fayolle, premier grand prix de Rome et inauguré le 18 octobre 1976.

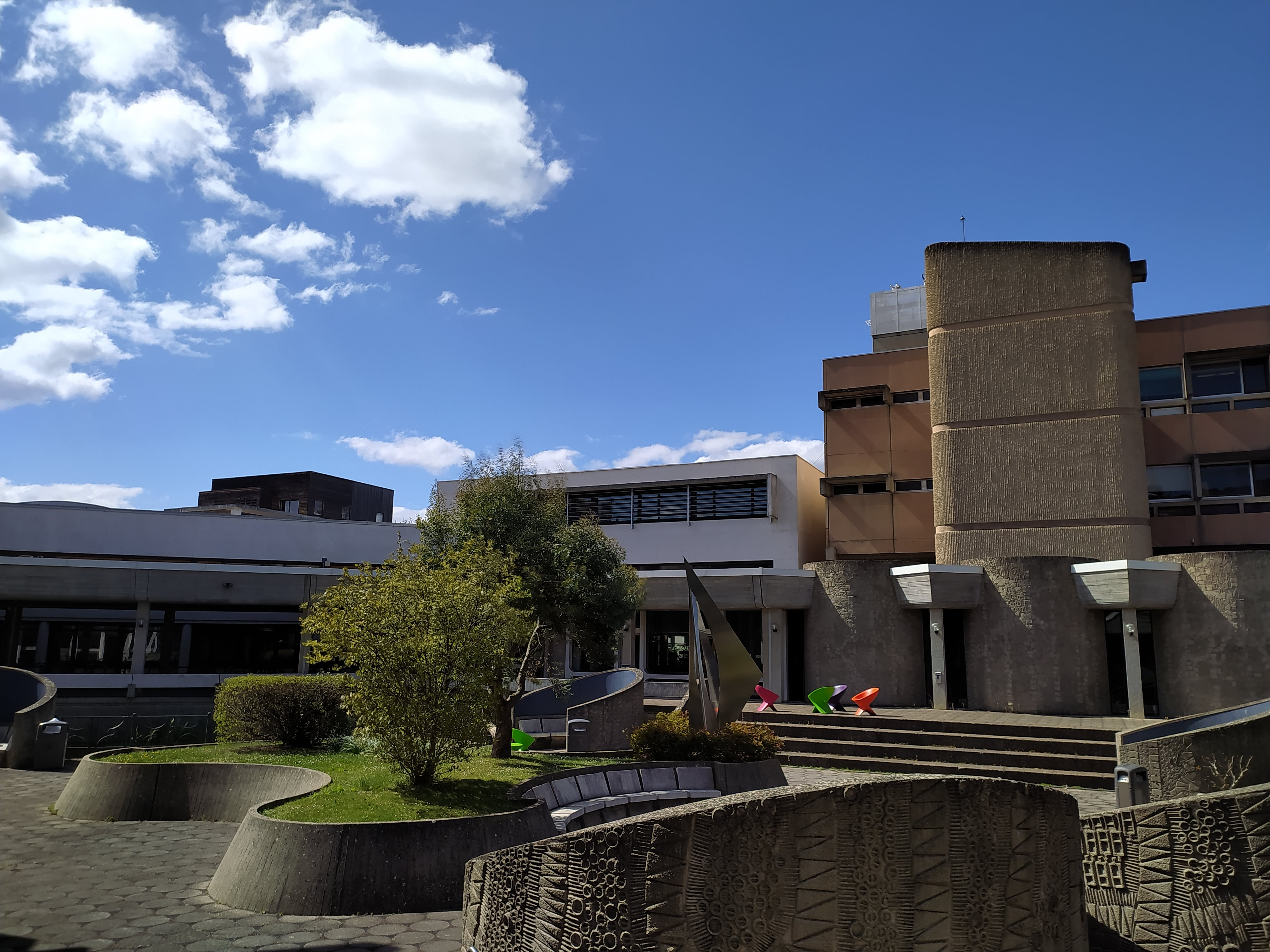
Patio de l'ENTPE.

L'École nationale supérieure d'architecture de Lyon (ENSAL) est installée depuis 1987 sur le même campus.
Les directeurs de l'ENTPE sont nommés par le Gouvernement, pour une période de cinq ans.
• Georges Arquie, 1970 - 1975
- Marc Eyrolles : directeur de l'ESTP de 1945 à 1978
- Michel Prunier (1975 - 1984) : a dirigé la construction de l'école à Vaulx-en-Velin et en a été le premier directeur dans sa nouvelle implantation en terres lyonnaises
- Michel Gerodolle (1984 - 15 septembre 1989)
- Daniel Sene (15 septembre 1989 - 20 février 1995)[8]
- François Perdrizet (20 février 1995 - 2000)[9]
- Philippe Dhénein (2000 - 2004)[10]
- Philippe Sardin (1er septembre 2004 - 2010)[11]
- Jean-Baptiste Lesort (25 août 2010 - 2020)[12]
- Cécile Delolme (depuis le 2 décembre 2020)[13]

## Mission et statut
La mission principale de l'ENTPE est d'assurer en trois ans la formation d'ingénieurs afin de leur permettre d'exercer des missions d'ingénierie en lien avec l'aménagement des territoires. Selon leur statut de civil ou de fonctionnaire du corps des ITPE, ils exercent une fois diplômés leurs fonctions pour le compte de l'État, des collectivités territoriales ou d'entreprises privées.
L'école a longtemps été un service du ministère de l'Équipement. Le décret no 2006-1545 du 7 décembre 2006 en fait, depuis le 1er janvier 2007 un établissement public à caractère scientifique, culturel et professionnel extérieur aux universités et dispose donc d'une personnalité juridique propre.

## Partenariats
L'école est membre des associations et des organismes d'État suivant :
- Réseau scientifique et technique du ministère de l'Écologie
- Conférence des grandes écoles
- Concours commun TPE/EIVP en banque de notes du Concours commun Mines-Ponts qui regroupent les écoles formant les ingénieurs d'État afin de faciliter le recrutement
- Pôle de recherche et d'enseignement supérieur Université de Lyon

## Formations

### Recrutement
Les élèves recrutés peuvent être civils ou fonctionnaires :
- Les élèves ingénieurs fonctionnaires, rémunérés dès leur première année de scolarité, s'engagent en contrepartie à travailler pour l'État. L'engagement est de 8 ans à compter de leur date de titularisation dans le corps des ITPE (c'est-à-dire à leur sortie de l'école). Le salaire net mensuel d'un élève-ingénieur fonctionnaire admis via le concours externe s'échelonne entre environ 1 700  et   1 900 € lors des trois années de formation.
- Les élèves ingénieurs non fonctionnaires sont appelés « élèves civils ». Ils ne sont pas rémunérés pendant leur scolarité et travailleront à leur sortie d'école dans le secteur privé, parapublic, ou éventuellement dans la fonction publique territoriale après avoir passé le concours d'ingénieur territorial. Cette « filière civile » a été créée en 1987 et s'est développée d'années en années, les élèves civils représentent aujourd'hui la moitié des promotions.

#### Les concours externes
Le recrutement des élèves-ingénieurs se fait après une classe préparatoire scientifique puis sur concours :
- Le Concours commun Mines Telecom ouvert aux filières de classes préparatoires MP, MPI, PC et PSI, PT et  TSI. Il est commun à plusieurs écoles d'ingénieurs.
- Les élèves de la filière BCPST désireux d'intégrer l'ENTPE devront passer le concours de la banque d'épreuves G2E (géologie, eau et environnement).

Les élèves admis par ces deux concours d'entrée peuvent être civils ou fonctionnaires, selon leurs choix et leurs classements.

#### Le concours interne
Il existe aussi un concours interne réservé aux agents de la fonction publique d'État ayant réalisé au moins quatre ans de service effectif, ce concours vise principalement les techniciens supérieurs du Ministère de tutelle ayant suivi la formation préparant aux épreuves de ce concours de niveau de première année de classes préparatoires scientifiques. Chaque année, entre 10 et 15 fonctionnaires sont sélectionnés par ce biais, ces derniers suivront une année probatoire reprenant le programme de la seconde année des classes préparatoires en mathématiques et physique avant de suivre les trois années du cursus ingénieur.

#### Recrutement sur titre
Une procédure d'admission directe en deuxième année, sur titre et ouverte à certains étudiants français ou ressortissants de l'Union européenne, permet d'intégrer l'ENTPE. Il est nécessaire pour se porter candidat d'être titulaire d'une licence ou d'une première année de master en mathématiques, mécanique, mathématiques et applications fondamentales, physique ou génie civil. La mention bien est exigée à la licence ainsi qu'en première année de Master. Cette voie d’accès rend possible l’intégration d’étudiants provenant de BTS ou DUT ayant réalisé une classe préparatoire ATS en double cursus avec une Licence 3.

#### Élèves étrangers
Les élèves étrangers (hors Union européenne) bénéficient d'un régime d'admission spécifique. Ils peuvent intégrer l'ENTPE via le concours externe (concours étranger niveau mathématiques spéciales) ou bien sur titre. Ils seront tous civils, la fonction publique française n'étant pas ouverte aux personnes ne disposant pas la nationalité d'un État membre de l'Union européenne.
Dans le cas de l'admission sur titre en deuxième année du cycle d'ingénieur d'un élève étranger non ressortissant de l'Union européenne, et possédant un diplôme étranger de niveau maîtrise ou master M1, la formation est payante. Les frais de scolarité s'élèvent à 2 400 € pour la première année d'admission (deuxième année du cycle ingénieur) et 3 600 € pour la deuxième (troisième année du cycle d'ingénieur). En 2018, l'ENTPE a accueilli une dizaine d'étudiants étrangers par cette voie d'accès en provenance de Chine, du Vietnam, du Brésil et de Syrie.
Un certain nombre d'élèves marocains sont aussi recrutés chaque année via l'accord de double diplôme avec l'École Hassania des travaux publics.

### Formation initiale des ITPE
L'ENTPE réalise en trois ans la formation initiale d'ingénieurs généralistes dans tous les champs de l'aménagement durable des territoires. Qu'ils soient civils ou fonctionnaires, les étudiants bénéficient tous des mêmes choix de formation. Cette dernière se déroule telle que détaillée dans le tableau suivant avec des exemples des cours proposés selon les voies d'approfondissement  que les élèves choisissent à partir de la deuxième année. Il est aussi possible pour les élèves sous statut civil de réaliser une année de césure entre la deuxième et troisième année de cursus, afin notamment de réaliser plusieurs stages ou un projet humanitaire à l’étranger.
| Première année | Deuxième année | Troisième année |
| --- | --- | --- |
| Tronc commun de 1A : - Mécanique des milieux continus, énergétique, résistance des matériaux, etc. - Géologie, hydrologie, etc. - Économie, controverse scientifique, etc. - Anglais et deuxième langue vivante (allemand, espagnol, italien, chinois, russe, arabe selon les effectifs) ; troisième langue vivante optionnelle. - Sport. Enseignement de double diplôme : - Cours du double diplôme ingénieur-architecte à l'École nationale supérieure d'architecture de Lyon. | Tronc commun de 2A : - Projet d'aménagement d'un territoire. - Infrastructures routières et ferroviaires, évaluation environnementale, statistiques, etc. - Droit, marchés publics, langues, etc. - Sport. - Troisième langue vivante (option). - Certificat d'analyse des politiques publiques (option ; prérequis pour l'admission en double diplôme avec l'Institut d'études politiques de Lyon en troisième année). Enseignement de double diplôme : - Cours du double diplôme ingénieur-architecte à l'ENSAL. - Cours du double diplôme avec l'Institut d'études politiques de Grenoble. | Tronc commun de 3A : - Contrôle de gestion, séminaire de management. - Langues (troisième langue vivante optionnelle). - Sport. - Certificat de gestion (prérequis pour l'admission au double diplôme ingénieur-manager avec l'Institut d'administration des entreprises de Lyon) Enseignement de double diplôme : - Cours du double diplôme ingénieur-architecte à l'ENSAL. - Cours du double diplôme avec l'Institut d'études politiques de Grenoble. - Cours du double diplôme avec l'Institut d'études politiques de Lyon. - Cours du double diplôme VEU avec l'université Lumière-Lyon-II. |
| - | Enseignement de spécialité (voie d'approfondissement) - Urbanisme : économie urbaine, transition énergétique, morphologie urbaine, etc. - Bâtiment : conception assistée par ordinateur, éclairagisme, principes constructifs, etc. - Génie civil : calcul des structures, construction des ponts, mécanique des sols, etc. - Environnement : chimie des polluants, hydrogéologie, sciences du vivant, etc. - Transport : économie des transports, modélisation, politiques publiques, etc.                                                                                                   | Enseignement de spécialité par voie d'approfondissement, par exemple : - Urbanisme : conception des espaces publics, montage d'opérations immobilières, etc. - Bâtiment : pathologie des constructions, étude de prix - Génie civil : génie parasismique, géotechnique routière, etc. - Environnement : assainissement, risques technologiques et naturels, etc. - Transport : théorie du trafic, comportement des mobilités, etc. Selon leurs voies d'approfondissement, les étudiants peuvent aussi suivre des Masters co-accrédités par l'ENTPE, Centrale Lyon, lNSA, Mines de Saint-Étienne ou l'université de Lyon pour se spécialiser dans un domaine ou dans la recherche, par exemple : - Master TURP - Transports Urbains et Régionaux de Personnes - Master Recherche SEIU - Sciences de l'environnement industriel et urbain Les étudiants de l'ENTPE ont aussi la possibilité de suivre un semestre de cours à l'étranger dans le cadre du programme Erasmus auprès d'établissements d'éducation supérieure offrant un enseignement dans les mêmes domaines, en particulier : - University College Cork en Irlande - Université norvégienne de sciences et de technologie - École polytechnique de Milan |
| Stage d'insertion en milieu professionnel, par exemple : - Ouvrier dans une entreprise de BTP - Vacataire dans un service de l'État en France métropolitaine ou dans les DROM-COM - Bénévole dans une mission humanitaire à l'étranger | Stage de mise en situation professionnelle : - Assistant-ingénieur dans des entreprises en lien avec la spécialité choisie ou dans les services de l'État en France et dans les services immobiliers et économiques des ambassades de France à l'étranger - Assistant de recherche dans une université étrangère (NYU Tandon, Auckland University, KTH, etc.) | Travail de fin d'études et, ou mémoire de master, par exepmple : - Entreprises privées, en particulier pour les élèves civils pour lesquels deux tiers des stages de fin d'études débouchent sur un premier emploi au sein de la même entreprise - CEREMA - Laboratoires de l'ENTPE |

### Formations complémentaires
L'ENTPE propose des doubles cursus permettant d’obtenir un diplôme dans une seconde discipline en plus du diplôme d'ingénieur :
- le diplôme d'architecte de l'École nationale supérieure d'architecture de Lyon. Celui-ci permet à des élèves ingénieurs de suivre en parallèle durant leurs 3 années de scolarité un ensemble d'enseignements à l'ENSAL afin d'obtenir le Diplôme d'études en architecture et ingénierie (DEAI).
- le diplôme de l'École nationale supérieure de géologie de Nancy, les étudiants réalisent deux ans de cursus à l'ENTPE puis deux ans à l'ENSG.
- le diplôme « Villes et Environnements Urbains - Villes En Tension » (VEU-VET), réalisé en lien avec l'université Lyon II, destiné aux étudiants des spécialités « Transport » et « Urbanisme ».
- le diplôme de l'Institut d'études politiques de Lyon ou de l'Institut d'études politiques de Grenoble, il est possible dès la deuxième année à l'ENTPE de préparer un certificat d'analyse des politiques publiques ouvrant l'accès au Master 2 « Évaluation et suivi des politiques publiques » de l'Institut d'études politiques de Lyon effectué en parallèle de la troisième et dernière année du cursus ingénieur.
- le diplôme « Management et administration des entreprises » délivré par l'Institut d'administration des entreprises de Lyon. L'accès à ce double diplôme ingénieur-manager est conditionné à la réussite du certificat de gestion des entreprises préparé en troisième année de cursus. À la suite de l'obtention du diplôme d'ingénieur, l'étudiant poursuit ensuite son cursus pendant six mois à l'IAE de Lyon.
- Le double cursus Master « Econométrie et Statistiques », parcours « Économie quantitative pour la décision (EQUADE) » réalisé en lien avec l'Institut de science financière et d'assurances destiné aux étudiants choisissant la spécialité « Transport ».

L'ENTPE a de plus noué des partenariats avec de nombreuses autres écoles d'ingénieurs françaises permettant d'y effectuer la troisième année d'ingénieur. Les étudiants peuvent ainsi bénéficier d'une ouverture en ouvrages d'art avec l'École nationale des ponts et chaussées, en mathématiques de la décision et en systèmes industriels avec Centrale Lyon et les Mines de Saint-Étienne, en sciences géographiques avec l'École nationale des sciences géographiques, en hydrologie urbaine avec l'École nationale du génie de l'eau et de l'environnement de Strasbourg (ENGEES), en génie urbain avec l'École des ingénieurs de la ville de Paris (EIVP). Ils peuvent aussi bénéficier d'une admission dès la troisième année auprès de l'Institut français du pétrole (IFP Énergies Nouvelles).

### Double diplôme à l'international
L'école propose des accords de double diplôme avec plusieurs universités étrangères. Le cursus se fait généralement avec deux ans à l'ENTPE et deux ans auprès de l'université partenaire. À son issue les étudiants reçoivent à la fois le diplôme d’ingénieur français et le diplôme équivalent étranger : 
- Polytechnique Montréal, pour un nombre d'étudiants limité à 5 par an et sélectionnés par un jury.
- Université Tongji à Shanghai.
- École Hassania des travaux publics.
- Imperial College London (cursus en un an à la place de la troisième année).

### Formation continue
Ce type de formation s'adresse aux agents de la fonction publique en activité. L'ENTPE dispense ainsi de nombreuses formations pour le compte de l'administration centrale de son ministère de tutelle :
- Formation prise de poste, pour des cadres (attachés administratifs, ingénieurs TPE, cadres supérieurs, etc.) arrivant sur un nouveau poste. Par exemple "chef de cellule constructions publiques" ou encore "chef de subdivision territoriale".
- Formation post-recrutement destinés aux agents issus d'examens professionnels, de recrutements sur titre ou des IRA.
- Formation pour les cadres supérieurs de l’Équipement avec un cycle Supérieur de Management de l'Équipement ou une formation sur l'Économie des transports.
- Formation continuée, dans le prolongement de la formation initiale des ITPE après un an en poste.

### Formations doctorales
Depuis 2007, l'ENTPE est habilitée à délivrer le doctorat dans un des six laboratoires de recherches qu'elle héberge. Près de 70 doctorants effectuent leurs recherches à l'ENTPE pour un flux annuel d'une vingtaine de soutenances.

## Débouchés
Contrairement à ce que son nom indique, l'ENTPE est une école généraliste et ne forme pas exclusivement aux métiers des travaux publics, mais également à ceux du bâtiment, de l'urbanisme, de l'environnement, du transport. De plus suivant les options choisies, les possibilités de doubles diplômes, les stages professionnalisant effectués et selon les besoins en compétence de l'État pour les élèves fonctionnaires, les étudiants ont la possibilité de s'orienter dans de nombreux autres domaines tels que l'énergie, la finance, l'informatique.

### Élèves civils
En sortie d'École, les élèves civils s'orientent en majorité vers les grandes entreprises du secteur de l'aménagement du territoire ou vers des bureaux d'études privés. Le salaire moyen hors primes et avantages six mois après la sortie d'école est de l'ordre de 34 000 € brut voire 37 000 € en incluant les primes et avantages divers. Deux ans après l'obtention du diplôme les salaires moyens avantages inclus sont de l'ordre de 39 000 € brut annuel. En 2018, 76 % de la promotion a trouvé un emploi avant l'obtention du diplôme, via leur stage de fin d'étude notamment.
Les métiers vers lesquels s'orientent particulièrement les diplômés civils sont notamment :
- Chargé de projet bâtiment, construction
- Conducteur de travaux
- Ingénieur chargé d'études
- Ingénieur de projet transport
- Ingénieur études de prix
- Ingénieur marketing
- Ingénieur hydraulicien
- Ingénieur hygiène sécurité environnement (HSE)

Les élèves civils ont également la possibilité de continuer une quatrième année d'étude spécialisée (Mastère spécialisé) dans une université française ou étrangère ou bien de réaliser un volontariat international en entreprise (VIE) d'une durée d'un ou deux ans à l'étranger. Ils ont également la possibilité de poursuivre en doctorat au sein de l'ENTPE ou dans l'université de leur choix en France ou à l'étranger.
Chaque année, un certain nombre d'élèves civils s'orientent aussi vers les concours de la fonction publique territoriale ou les recrutements sur titres d'officiers militaires sous contrat.

### Élèves fonctionnaires
À la sortie de l'école, les élèves fonctionnaires sont titularisés dans le corps des ITPE (Ingénieur des travaux publics de l’État), la grande majorité des étudiants fonctionnaires (environ 90 élèves) opte pour une affectation classique en administration centrale du ministère employeur ou dans les services déconcentrés (DREAL, DRIEA, DDT, etc.). Les ministères de la Justice, de l'Intérieur et des Armées ainsi que les Voies navigables de France proposent aussi régulièrement des postes à pourvoir en sortie d'école dans les champs de compétences des ITPE (génie civil, bâtiments, transports, etc.). Les postes proposées aux élèves sortie d'école comprennent par exemple :
- Chargé de mission en administration centrale
- Chef de projets ouvrages d'art
- Responsable d'opérations routières
- Inspecteur ICPE
- Chargé(e) de mission risques naturels
- Responsable d'étude au CEREMA
- Chargé(e) d'opérations immobilières

Néanmoins, les ITPE en sortie d'école, issus du concours interne ou externe, se voient aussi proposer les choix suivants :
- ils peuvent réaliser un doctorat dans un des laboratoires de l'ENTPE, dans un organisme du réseau scientifique et technique du ministère de tutelle ou dans un laboratoire universitaire. Il est décidé chaque année d'un nombre maximal d'étudiants fonctionnaires autorisés au recrutement en doctorat (une dizaine de places environ) et la sélection se fait sur dossier et entretien ;
- ils peuvent aussi être sélectionnés par un jury pour une « quatrième année de spécialisation », c'est-à-dire une année d'étude supplémentaire réalisée dans une université française ou étrangère (Imperial College London, Université de Nottingham, etc.) ou dans une autre grande école française (ENAC, ENPC, ENSAM[21], etc.). Il s'agit de formation dans des domaines spécialisés pour lesquels les services de l'État ont besoin d'agents possédant une expertise technique comme l'aviation civile (DGAC), les CEREMA ou les centres de sécurité des navires. Une quinzaine d'étudiants est concernée par les quatrièmes années de spécialisation chaque année ;
- la dizaine d'élèves ayant entrepris un double cursus ingénieur-architecte finit sa scolarité en école d'architecture, une prise de poste aménagée étant proposée sur des emplois où leur double compétence sera appréciée.

Il est toutefois toujours possible pour les élèves fonctionnaires, même si cela reste assez rare, de partir dans le secteur privé après avoir rompu le contrat les liant à l'État, en remboursant les frais de scolarité engagés et les salaires perçus (soit environ 90 000 euros, généralement pris en charge par le nouvel employeur[réf. nécessaire]).
Les salaires de sortie d'école pour les fonctionnaires sont de l'ordre de 2 200  à   2 400 € net par mois selon le lieu (région parisienne ou province) et le ministère d'affectation.

## La recherche
Parallèlement à ses missions de formations, l'ENTPE a développé une forte activité de recherche dans ses six laboratoires, chacun correspondant à un des grands domaines de compétences de l'École. Le pôle de recherches de l'École emploie près de 200 personnes (chercheurs dont doctorants, enseignants-chercheurs, personnels administratifs et techniques). Quatre des six laboratoires sont des unités du CNRS.
Cinq laboratoires sont situés sur le campus de Vaulx-en-Velin :
- Laboratoire aménagement économie transports (LAET), Unité mixte de recherche (UMR) 5593 du CNRS ;
- Laboratoire ingénierie, circulation, transports (LICIT) ;
- Laboratoire de Recherches Interdisciplinaires Ville, Espace, Société, Unité mixte de recherche (UMR) 5600 du CNRS ;
- Laboratoire d'écologie des hydrosystèmes naturels et anthropisés (LEHNA-IPE) Unité mixte de recherche (UMR) 5023 adossée à 3 tutelles : le CNRS, l'Université Lyon 1 et l'ENTPE ;
- Laboratoire de tribologie et de dynamique des systèmes (LTDS), Unité mixte de recherche (UMR) 5513 du CNRS.

Les cinq laboratoires de l'École sont en lien étroit avec l'extérieur, que ce soit avec les services de l'État (Institut français des sciences et technologies des transports, de l'aménagement et des réseaux, Centre scientifique et technique du bâtiment) ou avec les grandes entreprises du secteur privé.
L'école est aussi partenaire du laboratoire international associé SALADYN créé en 2013.

## Vie étudiante

### Campus

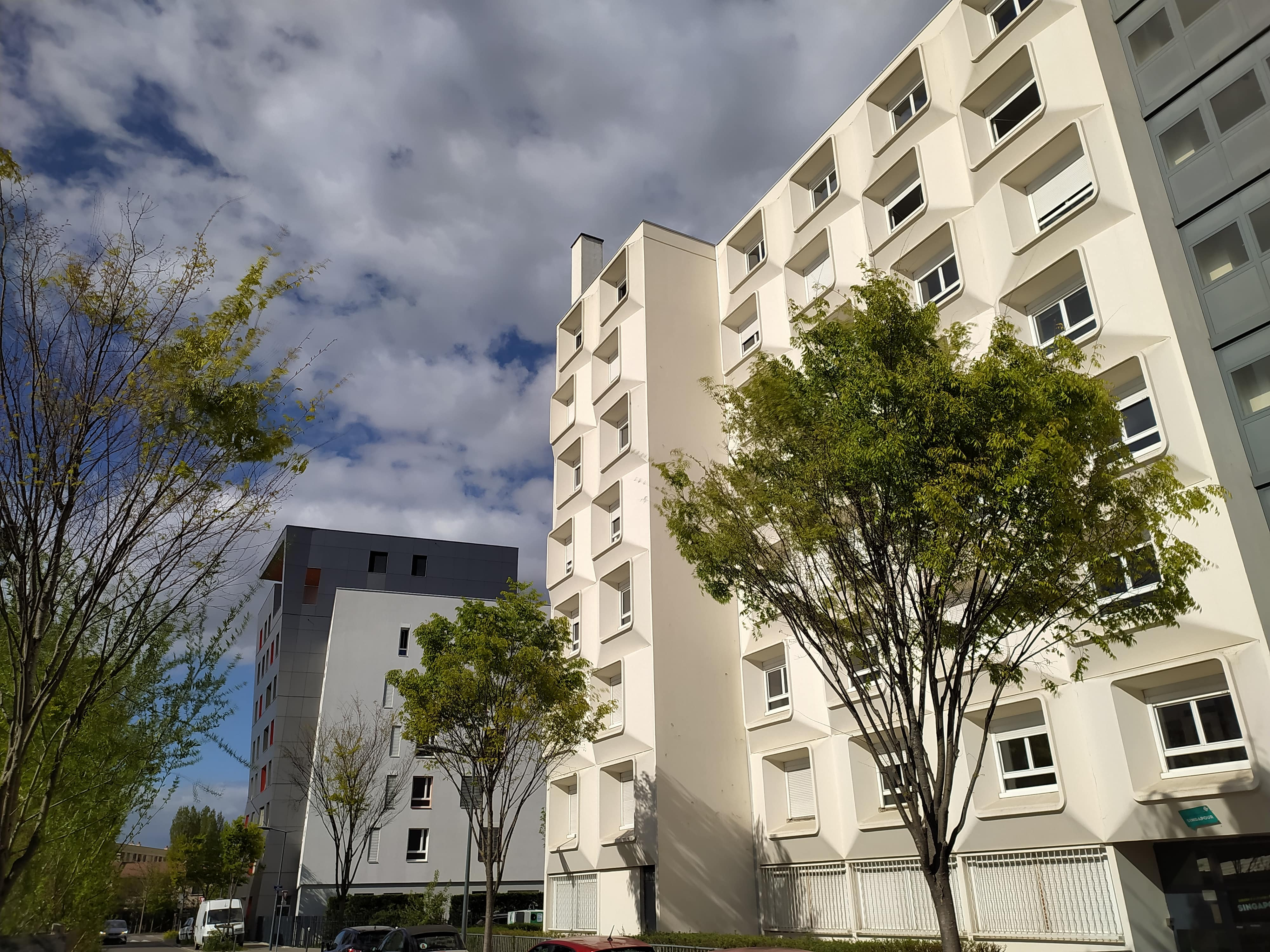
Logements des élèves de l'ENTPE.

L'ENTPE est installée depuis son arrivée sur la commune de Vaulx-en-Velin sur un campus qu'elle partage avec l'École nationale supérieure d'architecture de Lyon. Ce campus regroupe les deux écoles, de nombreuses infrastructures sportives (courts de tennis, gymnase, salle de musculation, piscine) ainsi que le restaurant commun. Les étudiants peuvent selon leur souhait être hébergés dans une des résidences d'Est Métropole Habitat mises en grande partie à disposition des élèves de l'école.

### Vie associative

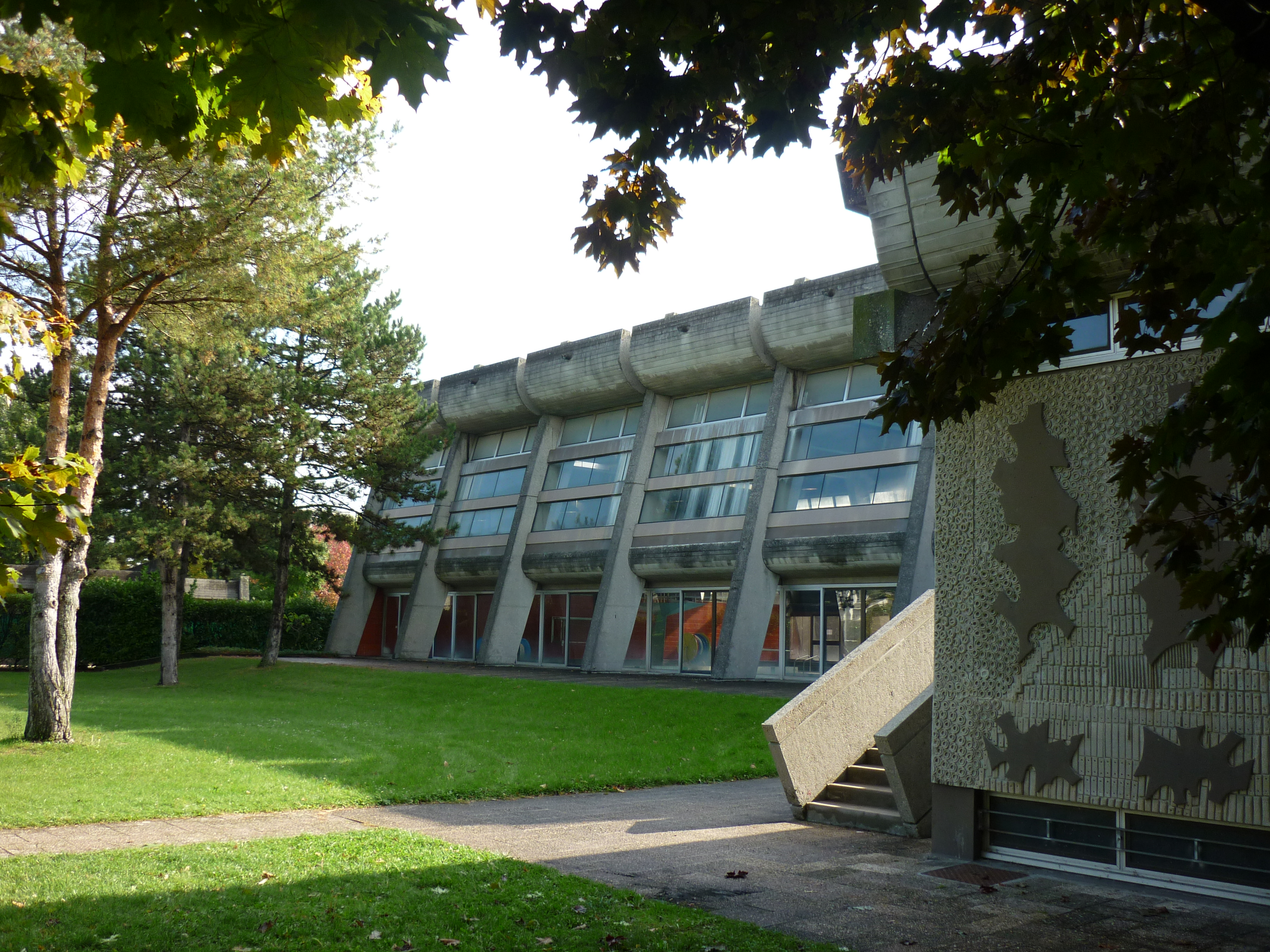
Vue de la piscine de l'école depuis l'intérieur du campus.

Comme la plupart des écoles d'ingénieurs en France, l'ENTPE met l'accent sur le développement de la vie associative et sportive des élèves. En ce qui concerne le sport à l'école de nombreuses activités sont proposées :
- les sports en intérieur : handball, volley, basket, futsal, boxe, badminton, etc.
- les sports en extérieur : football, rugby, voile, etc.
- les sports aquatiques : plongée sous-marine, water polo
- les sports de montagne : randonnée, ski
- Musculation

La vie associative est un élément essentiel dans la vie d'un élève ingénieur de l'ENTPE et celle-ci est fortement encouragée par l'école qui soutient les associations gérées par les étudiants, parmi lesquelles : l'Association des Élèves Ingénieurs des Travaux Publics de l'État (BDE), la Comédie Musicale, le Forum Bâtira (forum entreprise de l'école), les Rencontres Théâtrales de Lyon (ReuTeuLeu), les clubs musicaux, le Club Fromage Passion (CFP), Éloquence, Poker, etc.

### Auditorium de l'ENTPE
L'ENTPE dispose de deux salles et de locaux de répétitions pour ses étudiants. À la fin des années 1970, le Bureau des élèves organise régulièrement des concerts et des tremplins : sous l'impulsion notamment d'Emmanuel de Buretel, l'auditorium de l'école devient un lieu important parmi les salles de rock lyonnaises, en accueillant notamment The Cure en juin 1980 après une première tentative ratée en 1979 pour cause de météo.

## Personnalités liées
- Serge Vallemont, ancien directeur du personnel du ministère de l’Équipement, promotion 1 (1955) ;
- Christian Leyrit, ancien préfet, président de la Commission nationale du débat public de 2013 à 2018, promotion 17 (1972) ;
- Patrice Parisé, haut fonctionnaire, ancien directeur général de l'IGN, promotion 18 (1973) ;
- Jean Mallot, homme politique français, ancien député de l'Allier, promotion 20 (1975) ;
- Jean-Pierre Siutat, président de la Fédération française de basket-ball, promotion 26 (1981) ;
- Louis Escande, député-maire de Macon,
- Patrick Jaillet, co-directeur du Centre de recherche opérationnelle au Massachusetts Institute of Technology[27], promotion 26 (1981) ;
- Emmanuel de Buretel, fondateur de Because Music, président de Virgin France, Europe, puis EMI Europe entre 1992 et 2004, promotion 27 (1982) ;
- Larbi Bencheikh, ancien secrétaire d'État chargé de la formation professionnelle au Maroc, promotion 28 (1983) ;
- Annie Guillemot, femme politique française, promotion 36 (1991) ;
- Xavier Piechaczyk, ancien conseiller du président François Hollande, membre du directoire de RTE (Réseau de transport d'électricité), promotion 38 (1993) ;
- Pascal Pavageau, secrétaire confédéral de Force ouvrière de 2009 à 2018, puis secrétaire général d'avril à octobre 2018, promotion 38 (1993) ;
- Gérard Dantec, président d'honneur chez Internet Society et inspecteur général de l'administration du développement durable ;
- Marc Papinutti, Directeur général des Infrastructures, des Transports et de la Mer, ancien directeur de cabinet de la ministre chargée des Transports Élisabeth Borne ;
- Yannick Bestaven, navigateur et skipper professionnel français, vainqueur du Vendée Globe 2020-2021 ;
- Tahnee, humoriste, comédienne et chroniqueuse.